# トーマス・ウィリング
トーマス・ウィリング（Thomas Willing、1731年12月19日 - 1821年1月19日）は、アメリカの商人・銀行家・政治家である。フィラデルフィア市長、大陸会議のペンシルベニア植民地代表、北アメリカ銀行初代頭取、第一合衆国銀行初代頭取などを務めた。

## 若年期
トーマス・ウィリングは、フィラデルフィア市長を2度務めたチャールズ・ウィリング（1710-1754）と、第2代フィラデルフィア市長エドワード・シッペンの孫であるアン・シッペンの息子としてフィラデルフィアに生まれた。弟のジェームズ・ウィリングはフィラデルフィアの商人で、後に大陸会議の代表を務め、1778年にはミシシッピ州ナチェズの英国忠誠派の領地を襲撃する軍事遠征（ウィリング遠征）を指揮した。
トーマス・ウィリングは、イギリスのバースで準備教育を受けた後、ロンドンの法曹院・インナー・テンプルで法律を学んだ。

## キャリア
1749年、イギリス留学からフィラデルフィアに戻り、ロバート・モリスと組んで商売を始めた。1757年にウィリング・モリス・カンパニーを設立した。同社は、小麦粉、木材、タバコなどをヨーロッパに輸出し、西インド諸島やアフリカから砂糖、ラム酒、糖蜜、奴隷などを輸入した。モリスとのパートナーシップは1793年まで続いた。
1768年、復活したアメリカ哲学協会の会員に選ばれた。

### 政治家
1755年に市議会（コモン・カウンシル）の議員、1759年に市裁判所の裁判官(alderman)となり、1759年10月2日には市裁判所の準判事、1761年2月28日に民事訴訟裁判所判事となった。1763年にフィラデルフィア市長となった。1767年、ペンシルベニア植民地議会は、トーマス・ペン総督の同意を得て、植民地最高裁判事（常に弁護士）が、地方の治安判事（郡裁判所の裁判官だが一般人）と一緒にナイサイ・プライアス（第一審）の法廷を構成することを認めた。ペン総督は、ジョン・ローレンスとトーマス・ウィリングを新たに最高裁判事に任命した。ウィリングは1767年まで務めたが、これが植民地政府の下での最後となった:52。
1774年に通信連絡委員会委員、1775年には安全委員会委員となり、大陸会議のペンシルベニア植民地代表も務めた。1775年と1776年には独立宣言に反対票を投じ、独立宣言への署名もしていないが、その後、アメリカ革命のために5千ポンドを寄付した。

### 銀行家
独立戦争後、1782年から1791年まで北アメリカ銀行初代頭取、1791年から1807年まで第一合衆国銀行初代頭取を務めた
1807年8月に軽い脳卒中を患い、1807年11月に健康上の理由で頭取を辞任した:189。

## 私生活

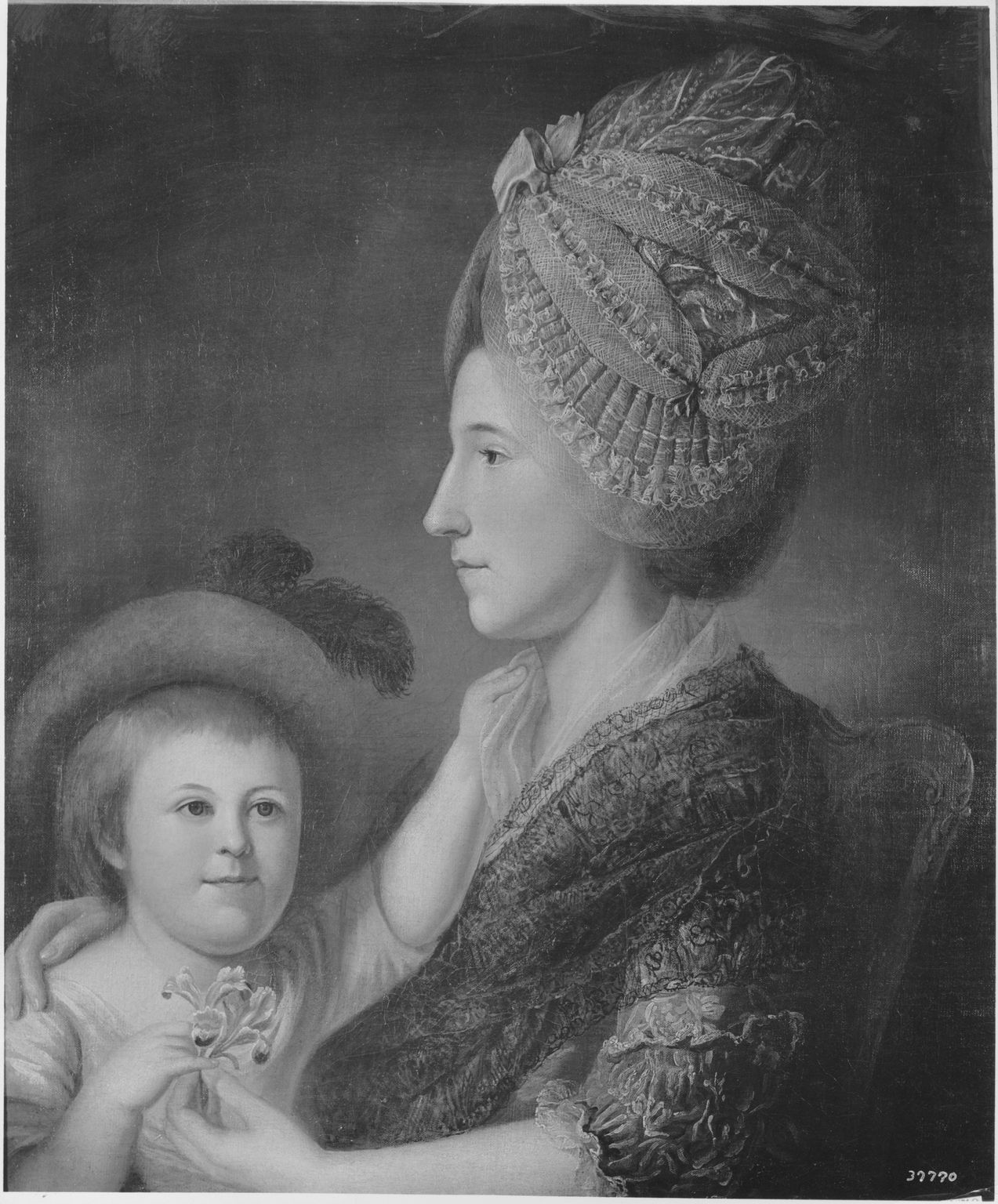
アン・マッコール・ウィリングとウィリアム・シッペン・ウィリング（チャールズ・ウィルソン・ピール画）

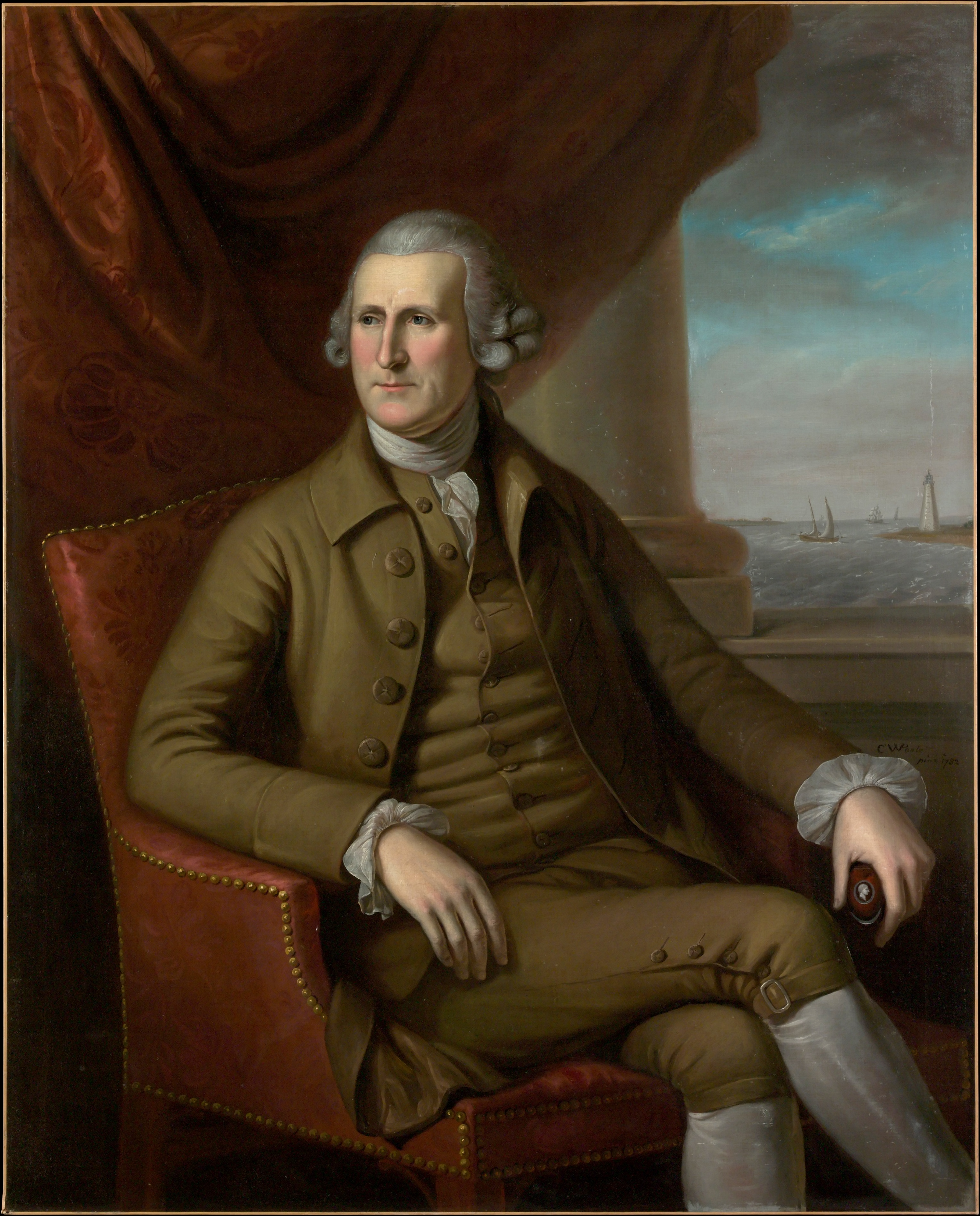
ウィリングの肖像画（チャールズ・ウィルソン・ピール画）

1763年、サミュエル・マッコール（1721-1762）とアン・サール（1724-1757）の娘であるアン・マッコール（Anne McCall, 1745-1781）と結婚した。2人の間には、以下を含む13人の子供が生まれた。
- アン・ウィリング（英語版） (Anne Willing, 1764–1801) - ウィリアム・ビンガム（英語版）(1752–1804)と結婚[11]
- トーマス・メーン・ウィリング (Thomas Mayne Willing,  1767–1822) - ジェーン・ニクソン(1775–1823)と結婚[4]
- エリザベス・ウィリング (Elizabeth Willing, 1768–1858) - ウィリアム・ジャクソン(1759–1828)と結婚[4]
- メアリー・ウィリング（英語版） (Mary Willing, 1770–1852) - ヘンリー・クライマー(1767–1830)と結婚[4]
- ドロシー・ウィリング (Dorothy Willing, 1772–1842) - いとこのトーマス・ウィリング・フランシス（英語版）と結婚[4]
- ジョージ・ウィリング (George Willing, 1774–1827) - レベッカ・ハリソン・ブラックウェル(1782–1852)と結婚[4]
- リチャード・ウィリング (Richard Willing, 1775–1858) - エリザ・ムーア(1786–1823)と結婚[4]
- アビゲイル・ウィリング (Abigail Willing, 1777–1841) - リチャード・ピーターズ(1780–1848)と結婚[4]

ウィリングは1821年にフィラデルフィアで亡くなった。遺体はフィラデルフィアのキリスト教会墓地に埋葬された。

### 子孫
ウィリングは、ロードアイランド州知事や合衆国上院議員を務めたジョン・ブラウン・フランシス(1791-1864)の大叔父にあたる。
アンの娘のアン・ルイーザ・ビンガム(1783-1849)は、1798年にアシュバートン男爵アレクサンダー・ベアリングと結婚した。その妹のマリア・マチルダ・ビンガム(1783–1849)は、フランスの貴族のティリー伯爵ジャックス・アレクサンドル(Jacques Alexandre, Comte de Tilly)と一時的に結婚した後、姉の義理の兄弟であるヘンリー・ベアリング(1777-1848)と結婚したが1824年に離婚した。その弟のウィリアム・ビンガム(1800-1852)は、1822年にマリー＝シャルロット・シャルティエ・ド・ロットビニエール(1805-1866)と結婚した。彼女はジョン・マンローの娘メアリーとミッシェル＝ユースタッシュ＝ガスパール＝アラン・シャルティエ・ド・ロットビニエールの間の娘である。

### 情報源
- Wright, Robert E. "Thomas Willing (1731–1821): Philadelphia Financier and Forgotten Founding Father". Pennsylvania History, 63 (Autumn 1996): 525–60.
- United States Congress. "トーマス・ウィリング (id: W000556)". Biographical Directory of the United States Congress (英語).
- Columbia Encyclopedia article